# Power at Sea
Power at Sea – komputerowa gra symulacyjna produkcji Distinctive Software, ukończona w 1987 roku, a wydana w roku 1988 przez firmę Accolade na Commodore 64. Gra jest symulatorem amerykańskiej floty w czasie II wojny światowej podczas bitwy w zatoce Leyte.

## Rozgrywka
Power at Sea to gra symulacyjna rozgrywająca się w czasie bitwy w zatoce Leyte, która miała miejsce w dniach 23–26 października 1944 roku na Filipinach. Gracz zostaje dowódcą amerykańskiej grupy okrętów składających się z: lotniskowca Intrepid, pancernika typu Iowa i statku transportowego General John Pope. Celem gry jest zabezpieczenie zatoki Leyte w ciągu 96 godzin rozumiane jako zdobycie czterech japońskich baz. W grze zdobywa się punkty za: zdobyte bazy, zatopione okręty, zestrzelone samoloty oraz zachowane zasoby. Liczba punktów przeliczana jest po zakończeniu gry na przyznawany stopień wojskowy.
Gracz ponosi porażkę, gdy w czasie 96 godzin w grze (ok. 1 godziny realnego czasu) nie zdobędzie minimum trzech baz wroga lub gdy jego flota zostanie zatopiona.
W Power at Sea gracz jest dowódcą amerykańskiej floty i steruje nią za pomocą decyzji wydawanych z mostka kapitańskiego swoim czterem podwładnym. Do dyspozycji gracza jest telegrafista, nawigator, osoba monitorująca uszkodzenia własnych jednostek, a także osoba odpowiedzialna za działania wojenne. Przed rozpoczęciem rozgrywki gracz decyduje o zasobach, jakie zamierza wykorzystać w akcji: liczbie bombowców, myśliwców, żołnierzy oraz ilości paliwa. Po rozpoczęciu gry, w miarę poruszania się floty po mapie, gracz napotyka na swojej drodze nieprzyjacielskie samoloty, a także okręty oraz zdobywa wrogie bazy. W czasie kontaktu z wrogiem gra zmienia się z symulacyjnej w grę stricte zręcznościową z perspektywy pierwszej osoby, w której gracz steruje:
- bombowcami i myśliwcami z pozycji pilota, próbując zatopić wrogie okręty,
- artylerią główną pancernika, próbując zatopić wrogie okręty,
- działem przeciwlotniczym, próbując zestrzelić samoloty kamikaze i myśliwce wroga,
- artylerią główną pancernika, próbując zniszczyć instalacje znajdujące się w bazach wroga.

Kluczowym elementem gry decydującym o końcowym sukcesie jest zdobywanie baz wroga. Odbywa się to poprzez próby zniszczenia wrogich stanowisk przy pomocy artylerii głównej pancernika oraz wysłanie odpowiedniej liczby żołnierzy na desant. Bazy mają trzy wyjściowe poziomy trudności, które zmniejszają się wraz ze skutecznym ostrzałem.
W Power at Sea wykorzystano reprodukowane komputerowo znane zdjęcie Joe Rosenthala – Raising the Flag on Iwo Jima. Pojawia się po zdobyciu bazy przeciwnika.

## Odbiór gry
Gra Power at Sea została przeciętnie przyjęta przez ówczesne czasopisma opiniotwórcze zajmujące się tematyką gier komputerowych. Uwagę zwracała dobra grafika, a także oprawa dźwiękowa gry: muzyka z intra i efekty dźwiękowe. Krytykowano za to aspekt strategiczny rozgrywki, zbytnie skupienie się na części zręcznościowej, kosztem taktycznej, niedopracowane elementy symulacyjne oraz krótki czas rozgrywki.